# Monumento aos Forais de Navarra
O Monumento aos Forais de Navarra (em castelhano: Monumento a los Fueros de Navarra) é um memorial erigido para comemorar a autonomia de Navarra, Espanha, consagrada pelos fueros[a] (leis forais) ancestrais, que remontam à época em que o antigo Reino de Navarra foi anexado à Coroa de Castela, no início do século XVI e que ainda hoje constituem a base histórica do estatuto de autonomia especial que rege a Comunidade Foral de Navarra.
O monumento foi erigido em frente ao Palácio da Deputação como símbolo da liberdade navarra, após os incidente políticos que ficou conhecido como Gamazada, que envolveu um movimento popular em 1893 contra a lei do Ministro da Fazendo do governo espanhol Germán Gamazo que punha fim à autonomia da região. A lei de Gamazo nunca chegou a ser aplicada, mantendo-se a autonomia administrativa e fiscal de Navarra e para comemorar esse facto, foi organizada uma subscrição pública para construir o monumento.
O monumento é da autoria do arquiteto Manuel Martínez de Ubago. Foi finalizado em 1903, nunca sendo oficialmente inaugurado. Tem 25 metros de altura, o monumento está dividido em três partes.
- O corpo inferior constitui uma base pentagonal, cujas cinco faces representam as cinco merindades (comarcas em que tradicionalmente estava dividido o Reino de Navarra: Estella, Olite, Pamplona, Sangüesa e Tudela) e apresentam vários escudos de localidades. Abaixo há cinco placas de bronze com inscrições.

- O corpo médio tem cinco grandes esculturas que simbolizam o trabalho, a paz, a justiça, a autonomia e a história.

- O corpo superior é constituído por uma grande coluna em mármore vermelho com capitel branco que têm escrita a data de construção (1903). Por cima está uma estátua de bronze com cinco metros de altura e cinco toneladas de peso, uma alegoria de Navarra, coroada em recordação da história como reino, que segura na mão direita uma cadeia partida, das que formam o escudo de Navarra, e na mão esquerda a Lei Foral.

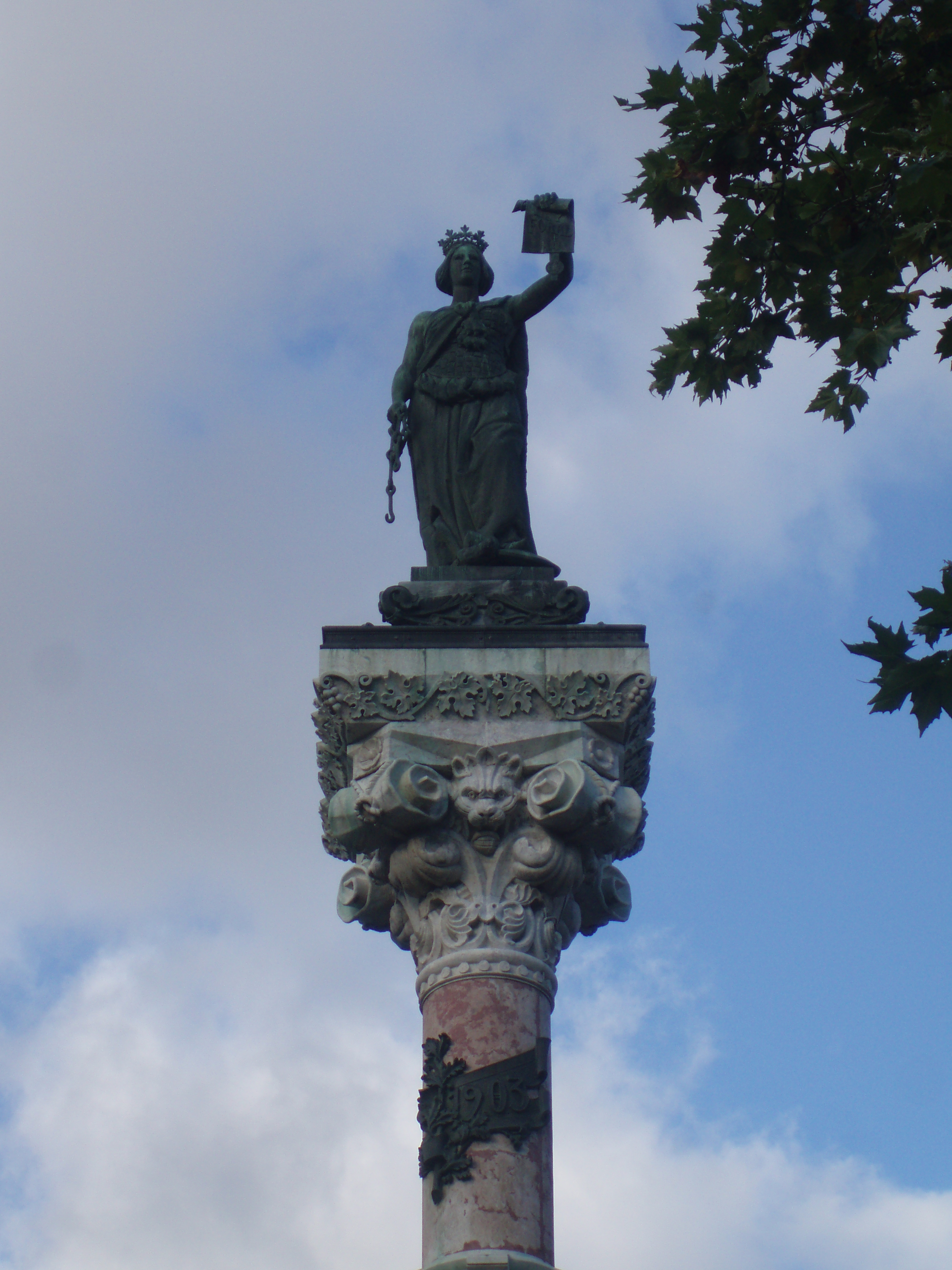
Parte superior do Monumento aos Forais de Navarra

Nos espaços intermédios entre os três corpos principais enconram-se os escudos de Navarra e das suas cinco merindades.
Nas inscrições na base lê-se o seguinte:
- Em castelhano:| “ | Erigiu-se este monumento para simbolizar a união dos navarros na defesa das suas liberdades ainda mais dignas de amar que a própria vida. A incorporação de Navarra à Coroa de Castela foi por via da união principal, retendo cada reino a sua natureza antiga, tanto em leis como em território e governo. Juraram os nossos reis respeitar e fazer respeitar os forais sem infração alguma, melhorando-os, e que toda a transgressão a este juramento seria nula, de nenhuma eficácia e valor. | ” |
- Em basco:| “ | Nós, os bascos de hoje em homenagem aos nossos antepassados, reunimo-nos aqui para demonstrar que queremos conservar a nossa lei. | ” |
- Em basco escrito com caracteres de inspiração ibérica:| “ | Nós os bascos, não temos outro senhor que o nosso Deus; ao estranho damos as boas vindas e hospitalidade, mas jamais suportaremos o seu jugo. Sabei-o vós, nossos filhos. | ” |